# Conquista de Tabasco
La conquista de Tabasco fueron las campañas militares con la finalidad de conquistar y colonizar el territorio tabasqueño, y que comprende un período de 45 años, que inicia en 1518 con la llegada a Tabasco por parte del primer europeo, Juan de Grijalva; y culmina en 1564 con la rendición final de los indígenas de Cimatán a la corona española. Durante dicho período, se necesitaron siete expediciones y muchas campañas para derrotar a los indígenas tabasqueños, con un alto coste para los conquistadores españoles.
Las tierras de Tabasco fueron una encrucijada para la exploración y conquista de la Nueva España y Guatemala; Tabasco fue una de las primeras zonas en ser explorada por los conquistadores españoles; la batalla de Centla, el 14 de marzo de 1519, constituye para los indígenas de esa época el inicio de la invasión castellana. Allí, Hernán Cortés obligó a los nativos a jurar lealtad al emperador Carlos V y fundó la ciudad de Santa María de la Victoria —destruida por los tabasqueños poco tiempo después—,la primera en tierras de lo que más tarde sería la Nueva España.
Cabe señalar que en la región se establecieron pocos colonizadores, pues la falta de metales preciosos y las condiciones climatológicas no hacían atractiva la zona. Hernán Cortés nunca olvidaría que en Tabasco recibió como tributo a su victoria uno de sus principales activos durante la conquista: Malintzin, la célebre Malinche.

## Primera expedición: descubrimiento de Tabasco por Juan de Grijalva 1518

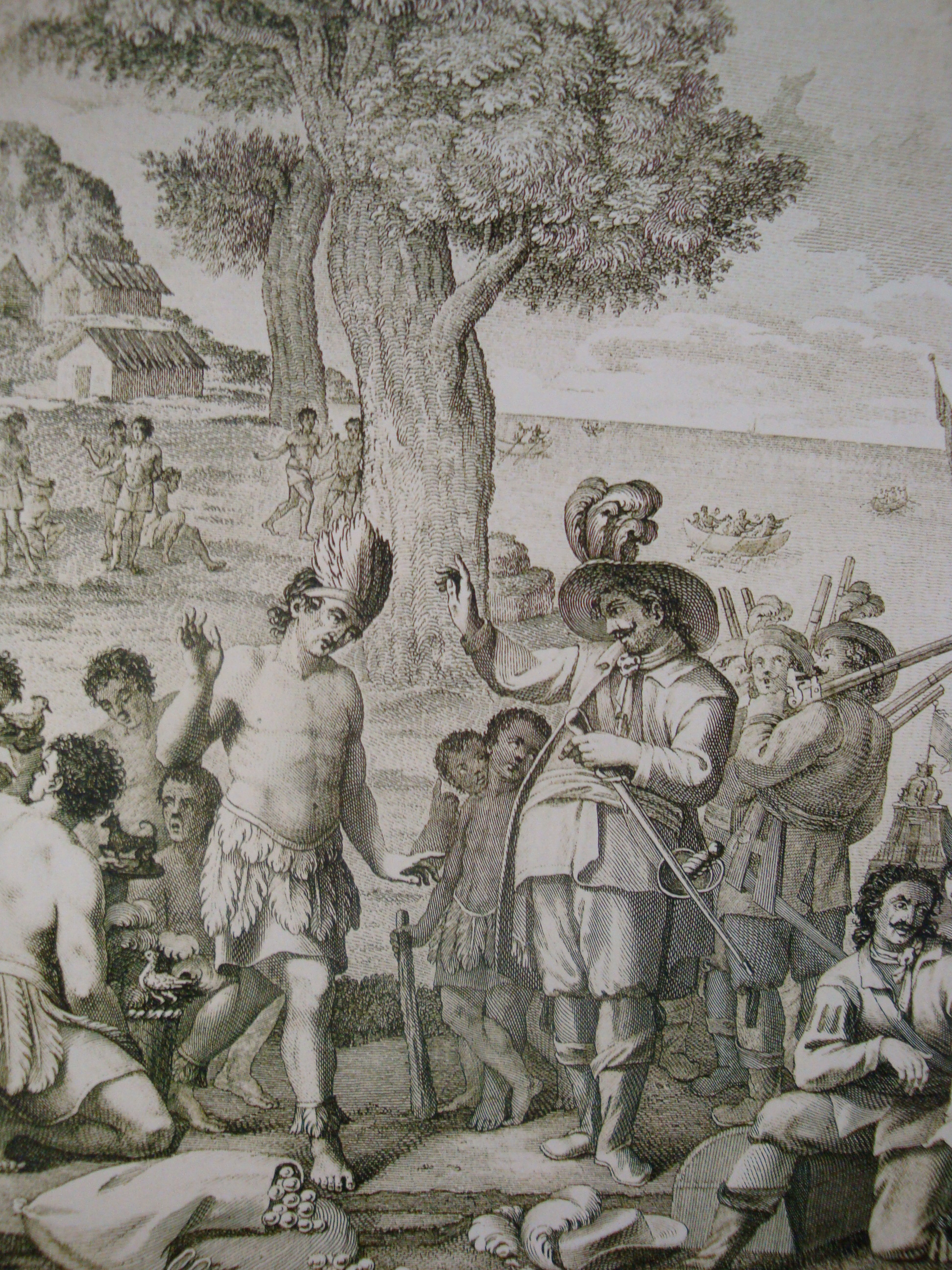
Juan de Grijalva. Descubridor de Tabasco y del río que hoy lleva su nombre, entrevistándose con el cacique Tabscoob.

La llegada de los españoles a Tabasco se dio a raíz de la segunda expedición que enviaron los castellanos a tierras continentales desde Cuba, autorizada por el gobernador de la isla Fernandina (hoy Cuba) Diego Velázquez de Cuéllar. La expedición zarpó del puerto de Matanzas el 10 de abril de 1518, y estaba formada por cuatro embarcaciones bajo el mando del capitán Juan de Grijalva. Acompañaban a Grijalva los capitanes Francisco de Montejo, Alonso de Ávila y Pedro de Alvarado, cada uno de ellos en su propia embarcación. Dicha expedición fue producto de los hallazgos que Francisco Hernández de Córdoba hizo en los pueblos de las costas de Yucatán y Campeche en 1517; la expedición costeó la península, llegando el 8 de junio de 1518 al río que los naturales llamaban Río Tabasco y que la tripulación llamó Grijalva, en honor a su capitán. La expedición se adentró en la desembocadura del Río Grijalva y desembarcó en Potonchán, población del Señorío Chontal de Acalán, descubriendo así el estado de Tabasco.

«...Comenzamos a 8 días del mes de junio de 1518 y yendo la armada por la costa, unas seis millas apartada de tierra, vimos una corriente de agua muy grande que salía de un río principal, el que arrojaba agua dulce cosa de seis millas mar adentro. Y con esa corriente no pudimos entrar por el dicho río, al que pusimos por nombre el Río de Grijalva. Nos iban siguiendo más de dos mil indios y nos hacían señales de guerra (...) Este río viene de unas sierras muy altas, y esta tierra parece ser la mejor que el sol alumbra; si se ha de poblar más, es preciso que se haga un pueblo muy principal: llamase esta provincia Potonchán.»
 Juan Díaz. "Itinerario de la Armada". 1518

Juan de Grijalva, entabló pláticas con los indígenas de Potonchán, entrevistándose con el cacique maya Tabscoob a quien, inclusive, le obsequió varias cosas, incluyendo su jubón de terciopelo verde, mientras que el cacique maya le obsequiaba diversos objetos de oro y artesanías de barro. Grijalva le hizo saber al soberano maya que venía en son de paz y que su intención era continuar su viaje por la costa. Después de unos días y de abastecerse de víveres, Grijalva continuó su camino. Pasaron frente a la población de Ahualulco a la que bautizaron como "La Rambla". Después descubrieron el Río Tonalá (límite natural entre los estados de Tabasco y Veracruz), al que pusieron por nombre "Río de Santo Antón", por ser el marino Antón de Alaminos su descubridor; continuaron por la costa descubriendo la "Sierra de San Martín" y posteriormente llegaron a un islote al que bautizaron como San Juan de Ulúa.

## Segunda expedición: Hernán Cortés 1519
Fundación de Santa María de la Victoria y primera Actuación Notarial en México

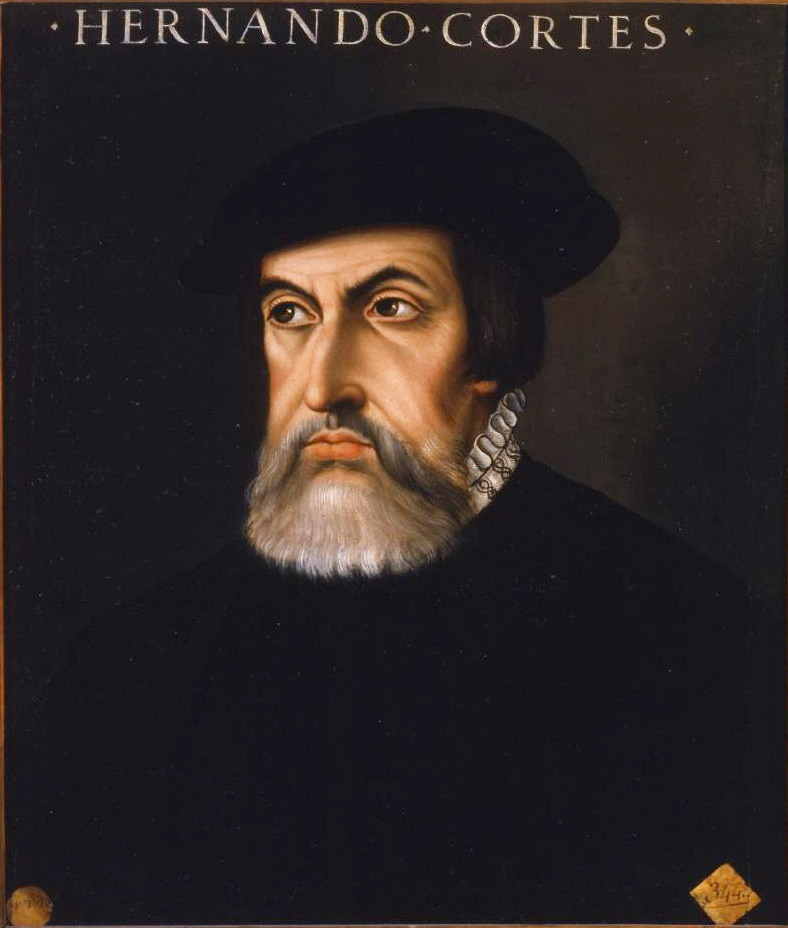
Hernán Cortés, Fundador de Santa María de la Victoria, primera población castellana en la Nueva España.

La tercera expedición partió de Santiago de Cuba el 18 de noviembre de 1518. Al mando iba el capitán Hernán Cortés. Aún en la isla de Cuba, desembarcó en el puerto de La Trinidad, donde por casi tres meses acopió armas, municiones, algunos caballos, reclutó soldados y nombró 11 capitanes para otras tantas naves que conformaban la expedición. El 10 de febrero de 1519 finalmente abandonaron las costas de la isla Fernandina (Cuba), con las 11 naves, 500 hombres, 50 marinos y 200 indios auxiliares.
Entre los capitanes designados estaban Pedro de Alvarado, Alonso de Ávila (o Dávila), Alonso Fernández Portocarrero, Diego de Ordás, Francisco de Montejo, Francisco de Morla, Francisco de Saucedo, Juan de Escalante, Juan Velázquez de León, Cristóbal de Olid y Gonzalo de Sandoval, y el piloto mayor Antón de Alaminos. La expedición siguió la ruta de Juan de Grijalva, bordeó la Península de Yucatán y arribó a Tabasco el 12 de marzo de 1519, al desembarcar en la "Punta de los Palmares" justo en la desembocadura del Río Grijalva, pero a diferencia de la expedición de Grijalva, Cortés fue recibido en forma hostil por los indígenas, quienes con señales le decían que se fuera.

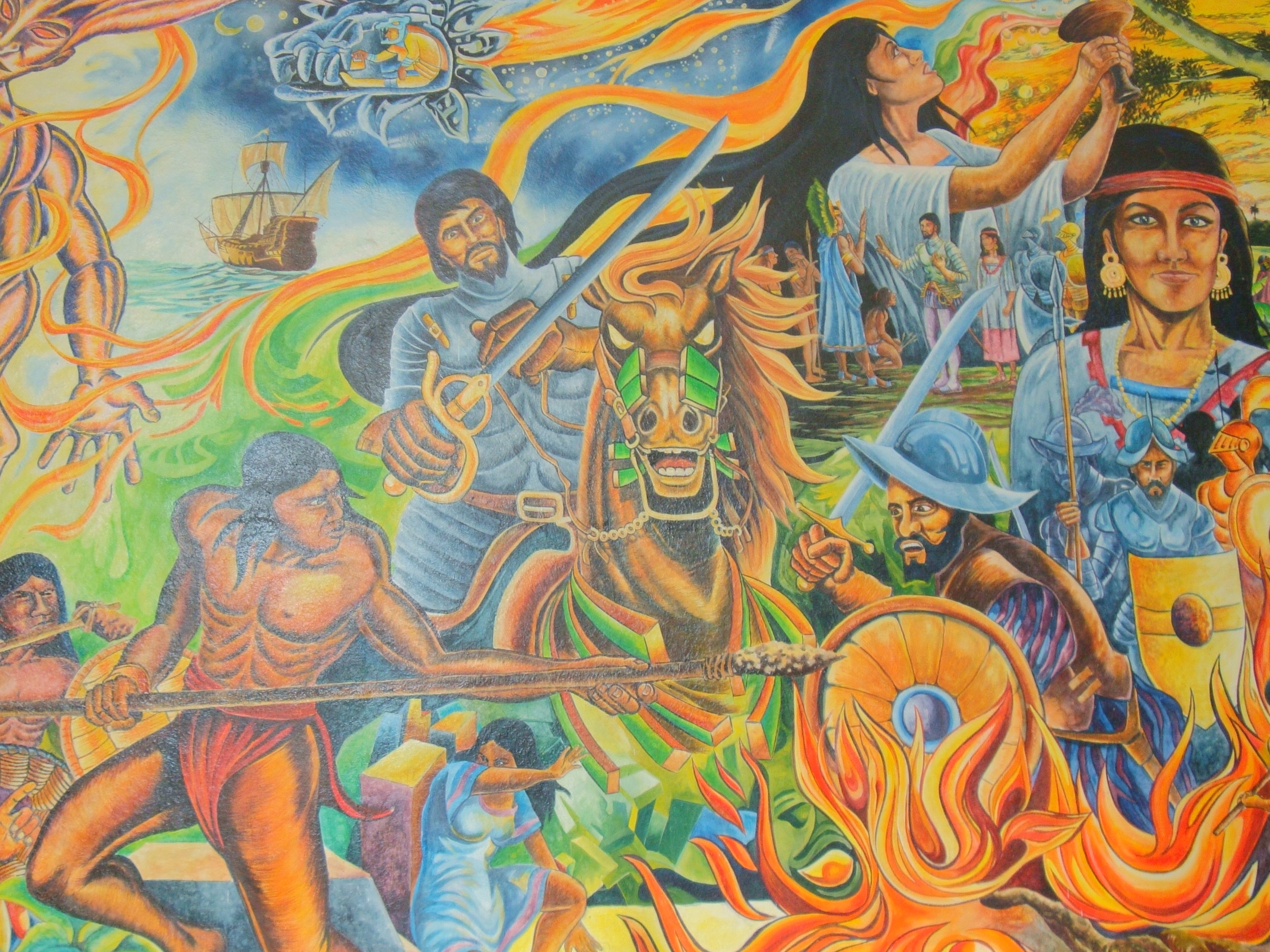
Batalla de Centla el 14 de marzo de 1519.

El 13 de marzo, por la mañana, Fray Juan Bartolomé de Olmedo y el capellán Juan Díaz oficiaron la primera misa cristiana de lo que más tarde sería la Nueva España y una de las primeras del continente. A continuación, Cortés envió a Alonso de Ávila para que con cien hombres llegara hasta el pueblo de Potonchán por tierra, y lo instruyó para que cuando escuchara los primeros tiros atacara él por tierra y Cortés por el río, encontrándose frente a frente con más de cuarenta mil indios a pie y en canoas. En ese momento, Cortés instruyó al escribano del rey, llamado Diego de Godoy, para que conminara a los indígenas a la paz leyéndoles el Requerimiento, realizándose así la primera actuación notarial en México.
Ante la negativa de los indígenas a sujetarse a la corona española, Cortés decide atacarlos a la mañana siguiente, escenificándose así el 14 de marzo de 1519 una cruenta batalla conocida como la "Batalla de Centla", en donde tomó parte por primera vez el caballo en una batalla en el nuevo mundo, causando un gran impacto entre los nativos, al considerar estos que caballo y jinete eran uno mismo.
Después de varias horas de lucha, los castellanos logran derrotar a los naturales del pueblo de Potonchán, gracias a la aparición de Cortés y de Francisco de Morla con la caballería. Luego de conminarlos a rendirse, logra pactar con el cacique maya Tabscoob su sumisión a la corona española.

«...Y después de apeados debajo de unos árboles y casas que allí estaban, dimos muchas gracias a Dios por habernos dado aquella victoria tan cumplida y como era día de Nuestra Señora de Marzo, llamose una villa que se pobló, Santa María de la Victoria, por ser día de Nuestra Señora como por la gran victoria que tuvimos. Esta fue la primera guerra que tuvimos en compañía de Cortés en la Nueva España(...)y fuimos a ver a los muertos y eran más de ochocientos(...)Estuvimos en esa batalla sobre una hora que no les pudimos hacer perder, por ser buenos guerreros, hasta que vinieron los de a caballo(...)y que en aquella batalla había para cada uno de nosotros tantos indios que a puñados de tierra nos cegaran, salvo que la gran misericordia de Nuestro Señor en todo nos ayudaba(...)luego enterramos dos soldados y quemamos las heridas de los demás y de los caballos y cenamos y reposamos(...)y dejémosle aquí, y diré lo que más pasamos...»

Bernal Díaz del Castillo, "Historia Verdadera de la Conquista de la Nueva España"

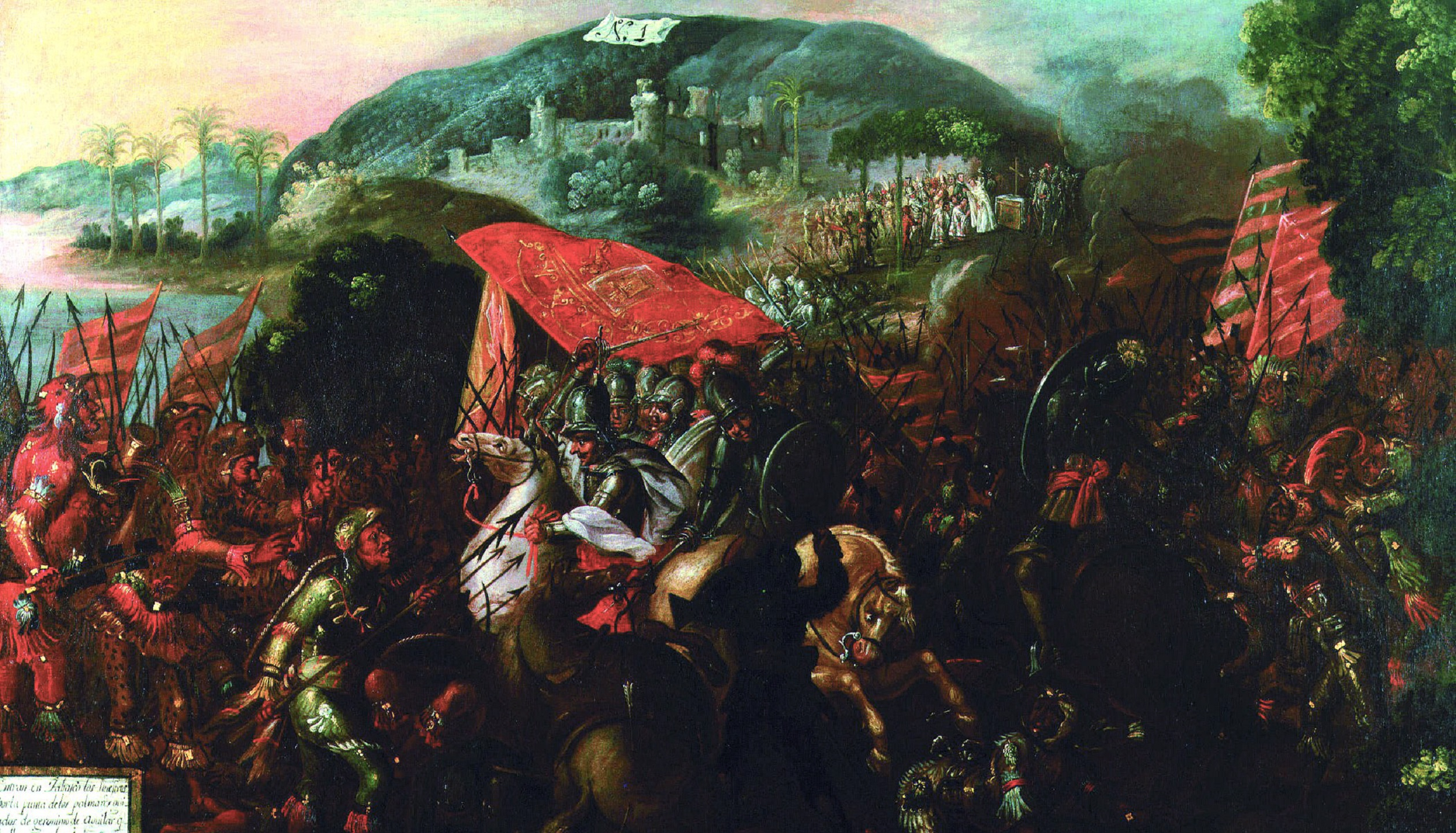
Entrada de Hernan Cortes a la ciudad de¨Potonchan o Tabasco.

A continuación, Hernán Cortés tomó posesión de aquella tierra por su Majestad y él en su real nombre, se encaminó hasta una gran ceiba (árbol considerado sagrado por los mayas) y sacando su espada dio tres golpes sobre el tallo tomando las tierras a nombre de la corona española y declarando la fundación el 25 de marzo de la Villa de Santa María de la Victoria, que sería la primera población española en México.

«... Que desenvainada su espada, dio tres cuchilladas en señal de posesión en un árbol grande que se dice ceiba que estaba en la plaza de aquel gran patio, y dijo que si había alguna persona que se lo contradijera, que él lo defendería con su espada y una rodela que tenía embrazada. Y todos los soldados que presentes nos hallábamos cuando aquello pasó, respondimos que era bien tomar aquella real posesión en nombre de su Majestad, y que nosotros seríamos en ayudarle si alguna persona otra cosa contradijere. Y ante un escribano del rey llamado Diego de Godoy, se hizo aquel auto"
Bernal Díaz del Castillo. Historia Verdadera de la Conquista de la Nueva España

Después de consumados estos actos, los naturales obsequiaron a Cortés 20 mujeres, entre las cuales estaba Malintzin, bautizada con el nombre de Marina ("La Malinche"), pieza clave en la conquista del imperio mexica o tenochta. Cortés permaneció en la villa hasta el 12 de abril, fecha en la que se embarcó en busca del oro del imperio mexica, dejando en Santa María de la Victoria un estandarte con la imagen de la Virgen María así como una gran cruz de madera y a un grupo de españoles, con la misión de pacificar la naciente provincia de Tabasco, y ser punta de lanza en la conquista de otros territorios.

## Tercera expedición: Luis Marín 1524

Malinche, del antropólogo Miguel Ángel Omaña Rojas (2023)

Hernán Cortés mandó al capitán Luis Marín para que fuese a conquistar la provincia de Las Chiapas, y para que pacificara las poblaciones de la provincia de Tabasco, que se encontraban en rebeldía. La expedición salió de la villa del Espíritu Santo (hoy Coatzacoalcos) en el mes de marzo de 1524, cruzando el Río Tonalá e internándose en el poniente del territorio tabasqueño, con destino a los pueblos de Chontalpa.

«...Siempre andábamos pacificando las provincias que se nos alzaban y mataban a sus encomenderos(...)y casi no quedó provincia que se rebelara y a esta causa siempre andábamos de pueblo en pueblo atrayéndolos de paz y como Cortés mandó al capitán Luis Marín que fuese a conquistar y a pacificar la provincia de Chiapas y la de Chontalpa, y mandó que fuese con él...»
Bernal Díaz del Castillo. Historia Verdadera de la Conquista de la Nueva España

La expedición atravesó la selva de la Chontalpa con gran dificultad, debido a la gran cantidad de ciénegas y ríos, hasta que llegaron al pueblo de Cupilcom, en donde libraron una batalla venciendo a sus habitantes y dejando el pueblo en paz. Continuaron su camino llegando hasta Cucultiupa y Huaitalpa, lugares en donde libraron batallas contra los mayas chontales. Sin embargo, estos abandonaron el pueblo y los españoles no lograron convencerlos de jurar obediencia a la corona española.
Posteriormente llegaron al pueblo de Cimatán, en donde llamaron a sus habitantes para que se rindieran y pagaran tributo. Sin embargo, la respuesta de sus habitantes fue una lluvia de flechas, y el mismo Bernal Díaz del Castillo resultó herido de un flechazo, lo mismo que su compañero Francisco Martín, logrando ambos huir en una canoa por el Río Mazapa (hoy Mezcalapa).

«...Como los de Zimatán no querían venir a la villa ni obedecer mandamientos que les enviaban, acordó el capitán Luis Marín que fuésemos un grupo de cuatro para que les llamásemos buenamente para que no se enojasen (...) y yendo a su provincia les enviamos mensajeros y la respuesta que dieron fue que salen a nosotros tres escuadrones de flecheros y lanceros que a la primera refriega de flechas mataron a dos de nuestros compañeros y a mí me dieron un flechazo en la garganta y con tanta sangre que me salía estuvo mi vida en harto peligro, y dejemos de hablar de esto y digamos que Nuestro Señor Jesucristo fue servido escaparnos de morir allí y en las canoas pasamos aquel río que es muy grande y hondo y hay en él muchos lagartos...»
Bernal Díaz del Castillo. Historia Verdadera de la Conquista de la Nueva España

Los castellanos estuvieron ocho días vagando por los montes, hasta que por fin lograron dar con el resto de la expedición y acordaron regresar a la villa del Espíritu Santo (Coatzacoalcos) con la finalidad de conseguir más pertrechos y apoyos para la guerra.
Para tal fin, Luis Marín viajó a la Ciudad de México, en donde se entrevistó con Hernán Cortés dándole cuenta de lo sucedido en Tabasco, solicitándole más hombres y pertrechos de guerra. Cortés le dio entonces treinta soldados, al mando de Alonso de Grado, para que reforzara la expedición de Luis Marín y que viajaran a Las Chiapas a pacificarla.

## Cuarta expedición: Luis Marín 1524

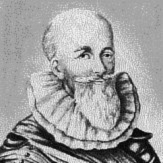
Bernal Díaz del Castillo, participó en muchas incursiones españolas en Tabasco y llegó a ser nombrado encomendero de la villa de Teapa del que algunos dicen fue el fundador.

A su regreso a la villa del Espíritu Santo (Coatzacoalcos), ya con más refuerzos proporcionados por Cortés, Luis Marín se prepara para una nueva expedición hacia las Chiapas, pero en esta ocasión lo hará entrando por la provincia de Tehuantepeque. A su regreso de Chiapas, la expedición de Luis Marín vuelve a entrar a Tabasco ahora por el sur, pasando por los pueblos de Teapan (hoy Teapa) y Tecomajiaca, en donde libran combates con los indígenas que no querían sujetarse a la corona española. Después del combate, que duró varias horas, los indígenas deciden huir y quemar sus casas. Los castellanos estuvieron cinco días curando las heridas y haciendo entradas a los pueblos de la zona para pacificarlos.

«...llegamos a otros pueblos que se dicen Tecomayate y Teapan que estaban juntas las casas y era una poblazón grande de las que había en esa provincia, y estaban en mi encomienda dada por Cortés y aún hoy tengo las cédulas firmadas por Cortés(...)y sallieron de guerra al pasar un río muy hondo que pasa por el pueblo e hirieron a seis soldados y tres caballos y estuvimos un buen rato peleando con ellos y al fin se huyeron(...)estuvimos cinco días curando los heridos y haciendo entradas...»
Bernal Díaz del Castillo. Historia Verdadera de la Conquista de la Nueva España

Posteriormente, la expedición se dirigió de nuevo a Cimatán y a Talatupán y al llegar fueron recibidos con una "rociada de flechas", y después de varias horas de lucha, los indígenas abandonan el pueblo y huyen a las ciénegas. Los españoles se apoderan de Cimatán, pero no pueden hacer venir a los indígenas, así que después de permanecer por dos días en Cimatán, cansados y en un clima hostil, los españoles deciden regresar a la villa del Espíritu Santo.
A su regreso pasaron por los pueblos de la Chontalpa llamados: Nacaxuxuca, Guimango, Teotitlán, Cupilco y Ulapa, cruzaron el río Agualulco y finalmente el Río Tonalá llegando a la villa del Espíritu Santo sin haber logrado el objetivo de pacificar Tabasco.

## Quinta expedición: Rodrigo Rangel 1524
En el mes de abril de 1524, Cortés envió a Rodrigo Rangel para conquistar y pacificar las provincias de Cimatán y Talatupán, en Tabasco, expedición en la que partió de la villa del Espíritu Santo, con cerca de cien soldados a caballo y a pie, así como veintiséis ballesteros y escopeteros.
La expedición cruzó el río Tonalá (actual límite natural entre los estados de Veracruz y Tabasco) pasó por la provincia de Ayagualulco, atravesando de nuevo la Chontalpa, donde la mayoría de los pueblos "estaban de paz".
Posteriormente llegaron a las provincias de Cupilco y Zacualco, y cruzaron muchos ríos en caonas y balsas, y pasaron por Teuitán y por otras poblaciones de la Chontalpa las cuales estaban de paz, llegando a cinco leguas de la población de Cimatán, en unas ciénegas y pantanos, se encontraron juntos a un gran número de guerreros de Cimatán desarrollándose una fuerte batalla.

«...en la orilla de la ciénega estaban juntos todos los más guerreros de aquella provincia de Cimatán y tenían hechos unos cercados y albarradas y palos y maderos gruesos, y ellos de dentro, y con unos pretiles y saeteras por donde podían flechar, de presto nos dan una tan buena refriega de flechas y vara tostada con tiraderas, que mataron a siete caballos e hirieron sobre ocho soldados, y al mismo Rangel, que iba a caballo, le dieron un flechazo en el brazo izquierdo...»
Bernal Díaz del Castillo. Historia Verdadera de la Conquista de la Nueva España.

Después del enfrentamiento, los cimatecos se alejaron hacia su pueblo, mientras que los castellanos se quedaron curando a los heridos y enterrando a los muertos. Posteriormente, Bernal Díaz del Castillo decide ir por delante junto con un grupo de soldados para abrir y despejar el camino para Cimatán, esenificándose una nueva batalla entre conquistadores y cimatecos.

«...los conquistadores más viejos le dijimos a Rangel que siempre fuesen hombres a pie por delante, descubriendo caminos y celadas, y le habíamos dicho como esos indios solían pelear muy bien y con maña(...)le dije a Rangel que se quedara atrás con los de a caballo y que los soldados y ballesteros fuesen junto conmigo; y yendo por el camino a Cimatán que es bien poblado, hallamos otras albarradas, y tíranos tanta flecha y vara que si no fuera por mi armadura ahí quedara, porque me empendolaron siete flechas y todavía salí herido en una pierna...»
Bernal Díaz del Castillo. Historia Verdadera de la Conquista de la Nueva España

En plena batalla llegó Rangel con la caballería", pero debido al fango y la zona pantanosa, los caballos no podían correr, por lo que deciden replegar a la caballería. Entonces llegaron más escopeteros y ballesteros, prolongándose la batalla por algunas horas y al final los cimatecos decidieron replegarse de nuevo a su poblado.

### Batalla en Cimatán
Al día siguiente, los españoles deciden continuar su avance hacia Cimatán atravesando grandes sabanas llanas y en medio de las sabanas había enormes ciénegas y pantanos y en una de ellas, los cimatecas los aguardaban esperándolos para emboscarlos de la manera siguiente:
Primero se dejaron ver en las sabanas por los españoles, quienes al verlos los persiguieron a caballo y a pie, pero los indígenas los guiaron hasta unas extensas ciénegas en donde caballos y soldados quedaron "atorados" sin poder moverse, por lo que a continuación los cimatecos les lanzaron una lluvia de flechas hiriendo y matando a muchos caballos y soldados, incluso el mismo Rangel tuvo que ser socorrido porque los cimatecos mataron su caballo y estando Rangel en el suelo los indígenas se lo pretendían llevar a su poblado para sacrificarlo".
Los españoles lograron replegarse y se encaminaron a otro pueblo, el cual lo hallaron abandonado, ahí aprovecharon para curar a los heridos. De ahí fueron a otro poblado y lo hallaron abandonado también, pero en ese lugar, les salieron al paso de nuevo cientos de guereros cimatecos que los atacaron.

«... estando reposando ni cuarto de hora, y vienen tantos guerreros zimatecas y nos cercan en el poblezuelo y tuvimos mucho trabajo en hacerlos alejarse. Rangel estaba muy doliente de la cabeza y había muchos mosquitos que no dormía ni de noche ni de día y murciélagos muy grandes que le mordían y le desangraban y como siempre llovía, y habían muerto once soldados y muchos estaban heridos, varios de los soldados le aconsejaron a Rangel que nos volviésemos desde allí...»
Bernal Díaz del Castillo. Historia Verdadera de la Conquista de la Nueva España

Después de la derrota, algunos soldados ya decepcionados le pedían a Rodrigo Rangel que regresaran a la villa del Espíritu Santo, sin embargo, después de deliberar Rangel con Bernal Díaz del Castillo, quien le dijo que si regresaban estando a las puertas de Cimatán, Cortes no lo vería bien, Rangel decide continuar el camino hacia Cimatán. La expedición atravesó otros pueblos encontrándolos abandonados, hasta que llegaron a Cimatán".
Al llegar a Cimatán tuvo lugar otra batalla, los invasores lograron entrar al pueblo, pero sus habitantes huyeron del asentamiento quemando muchas de las casas. Los españoles se posecionan de Cimatán tomando a quince prisioneros. Al día siguiente Rangel envía a varios indígenas a llamar a los habitantes para que regresen y juren obediéncia a la corona española y los indígenas le aseguran que volverán con todos los habitantes, pero nunca regresan, negándose de nuevo a someterse.
Al día siguiente, Rodrigo Rangel dispuso que cincuenta soldados salieran del pueblo para ir en busca de los cimatecos, el grupo recorrió varios ranchos y caseríos pero los indígenas huían hacia los montes y pantanos. por lo que después de varios días, los españoles deciden regresar a la villa del Estpiritu Santo sin habar logrado su objetivo de conquistar y pacificar Cimatán.

«...fuimos cincuenta soldados y llegamos a unos ranchos que tenían entre ciénegas que temblaban que no osamos entrar en ellas y se fueron huyendo por unos grandes breñadales y espinos muy malos que pasan los pies, y en unas huertas de cacahuatales prendimos a seis hombres y los llevamos con el capitán. Y los tornó luego para que llamasen de paz a los zimatecas, quienes no quicieron venir, y así acordamos regresar a la villa del Espíritu Santo y en eso paró la entrata a Zimatán...»
 Bernal Díaz del Castillo. Historia Verdadera de la Conquista de la Nueva España

## Sexta expedición: Hernán Cortés 1524-1525
Si bien la expedición de Hernán Cortés realizada entre 1524 y 1525 por tierras tabasqueñas no fue con fines militares, ya que el conquistador y las más de 3 mil personas que lo acompañaban iban de paso por Tabasco con rumbo a las Hibueras (hoy Honduras), sin embargo, al atravesar prácticamente todo el estado de poniente a oriente, dejaron un cúmulo de conocimientos de la intrincada geografía tabasqueña, así como una relación de las poblaciones con nombres y ubicación, que en mucho sirvieron a los futuros colonizadores de la provincia de Tabasco.
En los últimos meses de 1524 se encontraba Cortés en la villa del Espíritu Santo organizando la continuación de su expedición a las Hibueras, y mandó a su capitán Bernal Díaz del Castillo con 30 soldados y 3 mil indios para que fuera a la provincia de Cimatán o Zimatán para que convencer a los indígenas de someterse al servicio de "Su Majestad" y si no quicieran que les "hiciera la guerra". Y así lo hizo Bernal Díaz del Castillo y viajó a la provincia de "Cimatán" y se entrevistó con los indígenas quienes aceptaron "quedar de paz" y apoyar a la expedición de Cortés cuando pasara por su poblado, sin embargo, como refiere el mismo Bernal, a los pocos meses, y fieles a su costumbre, los cimatecos se alzaron de nuevo".
De Cimatán Bernal Díaz del Castillo llegó a un poblado llamado Iquinuapa dejando en paz a los habitantes, y de ahí Bernal regresó a la villa del Espíritu Santo para reunirse con Cortés.
Antes de iniciar la expedición, Cortés envió los barcos cargados de bastimientos al río Tabasco en la villa de Santa María de la Victoria para utilizarlos cuando pasara por la zona.
De esta forma a finales de 1524, continuó Cortés su expedición hacia las Hibueras (hoy Honduras) con más 130 soldados de a caballo, 120 ballesteros y escopeteros y más de 3 mil indígenas". La expedición cruzó en canoas el río Tonalá (límite natural entre los estados de Veracruz y Tabasco), luego llegó al pueblo de Ahualulco o Ayagualulco para después de construir un puente muy grande cruzar la laguna "Del Cármen" (actual puerto de Sánchez Magallanes).
Después se internaron "tierra adentro" por la provincia llegaron a un gran río llamado Mazapa (actual río Mezcalapa) el cual cruzaron en canoas atadas de dos en dos, y de ahí llegaron al pueblo de Iquinuapa, después cruzaron otro gran río a través de un puente de madera y llegaron al pueblo de Cupilco o Cupilcom internándose en la Chontalpa. De ahí llegaron a la población llamada Nacaxuxuca para después llegar al río Tabasco a la altura de un lugar llamado "tres lomas" (lugar en donde más tarde se fundaría la ciudad de Villahermosa). Ahí Cortés manda llamar a los españoles de la villa de Santa María de la Victoria para que le sean llevados los bastimientos que había mandado en los barcos, así mismo, se entrevista con los habitantes de Santa María de la Victoria quienes le informan de las condiciones precarias en que habitan en la villa teniendo que robar comida para sobrevivir y a expensas de la hostilidad indígena. Después de escucharlos, Cortés les promete enviarles apoyos y pertrechos militares. En ese lugar Cortés manda a construir una gran cruz de madera que deja en la zona (por eso el barrio de Villahermosa asentado ahí se llama "Santa Cruz").
Después de cruzar el río Tabasco en canoas, la expedición llegó a la población de Zaguatán (actual ciudad de Jalapa), en este lugar los habitantes del poblado huyeron por la noche dejando a la expedición sin guías. Por lo que Cortés mada a llamar de nuevo a los españoles de Santa María de la Victoria para que llevaran indígenas que le indicaran el camino que debería de seguir, llegando los españoles con cincuenta canoas con bastimientos, también llegaron indígenas de Teapa y Tecomajiaca con víveres.
Aquí los españoles se extravían y pasan veinte días "vagando por los montes sin encontrar camino", también en canoas recorren varios ríos a fin de encontrar indios que pudieran guiarlos hasta el pueblo de Chilapan".

«...estuve en el pueblo de Zaguatán veinte días, que en todos ellos no cesé de buscar camino que fuese para alguna parte y jamás se halló, por cualquier parte que salíamos alrededor del pueblo había tan grandes y espantosas ciénegas que parecía cosa imposible pasarlas...»
Hernán Cortés. Cartas de Relación

Después de hacer un gran puente que según Cortés constaba de más de trescientos pasos lograron salir de esa zona y mandó Cortés a varios soldados a que fueran al pueblo de Ocumba de donde después de cruzar a nado un gran río regresaron con varios indígenas que los guiaron por fin al pueblo de Chilapan (actual Chilapa, municipio de Centla) el cual encontraron abandonado y quemado.

«...es este pueblo de Chilapan de muy gentil asiento y harto grande, hay en el muchas arboladas de fruta y muchas labranzas de maíz. En este pueblo estuve dos días aproveyéndonos de bastimiento y haciendo algunas entradas para buscar gente que nos informara del camino...»
Hernán Cortés. Cartas de Relación

De Chilapan la expedición compuesta por más de 3 mil personas, partió hacia el pueblo de Tepetitan o Temacastepeque (actual Tepetitan en el municipio de Macuspana) al cual llegaron después de dos días de camino pasando un puente que se hizo sobre el río Chilapa el cual es muy ancho y caudaloso y después de pasar varias y grandes ciénegas.
En el pueblo de Tepetitan el cual lo encontraron abandonado y quemado, estuvieron los españoles seis días abasteciéndose de alimentos y tratando de encontrar guías para continuar su viaje al pueblo de Iztapan. En este trayecto los españoles se perdieron durante dos días en que no encontraban camino.

«...me ví forzado a partirme sin otro guía, cruzando las ciénagas que certifico a vuestra Magestad, se undían los caballos hasta las cinchas y de esta forma anduve dos días por el dicho rastro sin haber nuevas(...)y estando en un campo, con harta tristeza de la gente, pensando allí todos perecer sin remedio, llegaron dos indios con una carta de los españoles que iban adelante indicándome el camino para llegar al dicho pueblo de Iztapan, fue tanta la alegría de la gente que no sabría decir a vuestra Magestad..."
Hernán Cortés. Cartas de Relación.

Los españoles llegaron al pueblo de Iztapan (actual ciudad de Emiliano Zapata) entrevistándose Cortés con el cacique del pueblo. Aquí, Cortés envía a dos españoles en canoa hasta la villa de Santa María de la Victoria para que avisen a los barcos de que bordearán la península de Yucatán y navegaran hasta la Bahía de la Asunción donde los encontraría.

«...Este pueblo de Iztapan es muy grande y esta asentado en la rivera de un muy hermoso río. Tiene muy buen asiento para poblar en él españoles, tiene muy buenos pastos y muy buenas tierras de labranzas y tiene buena comarca de tierra labrada...»
Hernán Cortés. Cartas de Relación.

Después de ocho días, los españoles continúan su camino hasta el pueblo de Tatahuitalpan (actual ciudad de Balancán) y para llegar a él, tuvieron que hacer un puente grande para poder cruzar el río Iztapa (río Usumacinta), que era un pueblo pequeño que encontraron abandonado y quemado. A los pocos días la expedición partió hacia el pueblo de Ziguatecpan o Zagoatespan o Tzigualtepecat (actual ciudad de Tenosique) el cual al llegar hallaron abandonado y quemado, pasando antes por Ozumazintlan encontrándolo de la misma forma.
De Zagoatespan Cortés partió hacia la provincia de Acalán, para lo que pasaron un gran río y después otro gran río que para pasarlo se tuvo que hacer un enorme puente el cual tomó varios días hacerlo. Después los españoles se encontraron con una gran ciénega la cosa más espantosa que jamás las gentes vieron que tuvimos que amarrarle hierbas a los caballos para que no se hundieran diría Cortés en su Quinta Carta de Relación.
Después la expedición pasó por Tizatepetl y otro pueblo llamado Teutiercas hasta que llegaron a la provincia de Acalán y en un paraje Cortés manda ahorcár a Cuauhtémoc, terminando así con el último emperador azteca.
De Acalán la expedición partió el primer domingo de cuarésma de 1525, hacia la provincia de Mazatlán o Mazatán continuando su viaje a las Hibueras.

## Campaña militar de Juan de Vallecillo 1525-1527
De regreso en la Ciudad de México, Hernán Cortés envía a Tabasco al capitán Juan de Vallecillo con un destacamento de soldados, con la misión de pacificar la provincia. Vallecillo llegó a Santa María de la Victoria ese mismo año de 1525, pero se encontró que la villa había sido destruida por los indígenas, y los españoles sobrevivientes se encontraban dispersos en los montes o escondidos en los restos quemados de las casas.
Por tal motivo, Vallecillo decide reconstruir la villa de Santa María de la Victoria e iniciar la campaña militar para pacificar la provincia. De hecho, a Juan de Vallecillo se le considera el primer gobernador de la provincia de Tabasco.
Una vez reconstruida Santa María de la Victoria, Vallecillo nombra a las autoridades de la villa e inicia la lucha por pacificar a los indígenas de la provincia, comenzando por las poblaciones más cercanas en la costa para luego internarse poco a poco en el territorio. Sin embargo, enfermó y falleció al poco tiempo, sin lograr su objetivo. Ante esto, Juan de Lepe (uno de los primeros pobladores españoles en Tabasco) partió a la Ciudad de México para avisar a Cortés de lo sucedido e informarle del estado crítico en que se encontraban los españoles de la villa, porque "toda la tierra estaba de guerra".

## Campaña militar de Baltasar de Osorio 1527-1528
Al enterarse Cortés de lo sucedido a Vallecillo, se apresuró a designar a su sucesor, enviando al capitán Baltasar de Osorio Gallegos con el título de Capitán y Teniente de Justicia Mayor, quien de inmediato se trasladó a Tabasco con otro destacamento de soldados, llegando a Santa María de la Victoria en abril de 1527.
A su llegada, Osorio emprendió una campaña militar para pacificar a la provincia de Tabasco, llegando hasta alguna de las poblaciones de la Chontalpa como Nacaxuxuca, Tucta, Guaitalpa, Mazateupa y Copilcom. Sin embargo, fracasa en su objetivo debido a la férrea resistencia de los indígenas mayas, lo que provoca de nuevo el repliegue de los españoles. A mediados de 1526, el territorio controlado por Osorio apenas se circunscribía a los poblados de Puytel y Tamulté de las Sabanas, en las márgenes del Río Grijalva.
Atormentada por el hambre, la gente de Osorio se mantenía gracias al pillaje, surcaban en canoas el Río Grijalva y caían por sorpresa sobre los pueblos ribereños; robaban el maíz que podían y regresaban apresuradamente a Santa María de la Victoria, de donde no salían hasta que la comida escaseaba de nuevo y el hambre podía más que el temor.
Por tal motivo, Osorio viaja a México a ver a Cortés para solicitarle más soldados y apoyos para concretar su misión pacificadora porque: "Las poblaciones una vez estaban de paz y al día siguiente nos daban guerra..." le diría Osorio a Cortés.

## Campaña militar de Francisco de Montejo "El Adelantado" 1528-1530

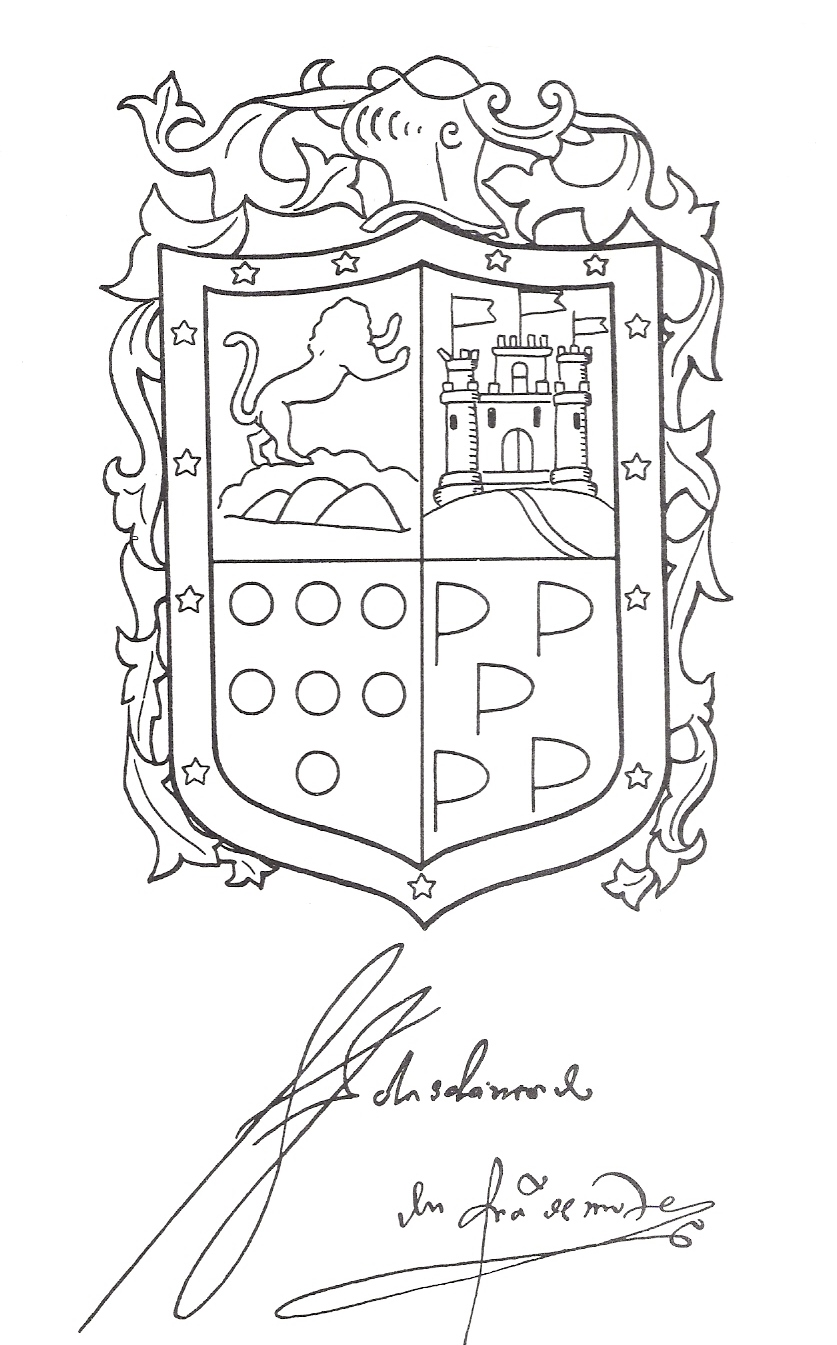
Escudo de Armas de Francisco de Montejo "El Adelantado", Gobernador de Tabasco.

### Francisco de Montejo: Alcalde Mayor de Tabasco
El 8 de diciembre de 1526, Carlos I de España firmó en Granada el nombramiento de "Adelantado, Capitán General y Alguacil Mayor de Yucatán, Cozumel y Tabasco" a favor de Francisco de Montejo, quien había participado en las expediciones de Grijalva y Cortés.
Francisco de Montejo llegó a Santa María de la Victoria hasta mayo de 1528, con el nombramiento de Alcalde Mayor de Tabasco y venía con la finalidad de conquistar Yucatán y Cozumel y poblar Tabasco, pensando utilizar a Santa María de la Victoria como su centro de operaciones para las expediciones hacia la península de Yucatán.
Sin embargo, a su llegada a Tabasco se percató de que los pueblos mayas se habían rebelado y tenían prácticamente sitiados a los españoles que vivían en Santa María de la Victoria. Sorprendido por este suceso que no esperaba, Montejo comprendió que antes de pensar en otra incursión a la península de Yucatán, primero era necesario lograr la pacificación definitiva de Tabasco
Así, Francisco de Montejo estableció su "Real" en Santa María de la Victoria y mandó a Gonzalo Nieto a buscar a Alonso de Ávila, quien se encontraban en la costa caribeña de la península de Yucatán, iniciando así la campaña militar más intensa para pacificar la provincia.
Mientras llegaban los refuerzos de Ávila, Francisco de Montejo y León "el Mozo" avanzó por la costa hacia el oriente y comenzó su lucha en la zona de Atasta y Xicalango.
El Adelantado y su ejército se internaron en el territorio tabasqueño hacia los poblados de la Chontalpa, entablando luchas a lo largo del río Copilco, y en los poblados de Nacaxuxuca y Guaitalpa, pero los habitantes al verse derrotados huían sin rendirse a los españoles. Continuaron su camino pero fueron repelidos por los mexicas de Cucultiupa y Cimatán, decidiendo regresar a Santa María de la Victoria
Posteriormente avanzaron por la costa hacia el oeste logrando victorias en Chiltepeque y Copilcom, con lo que comenzaron a controlar la parte norte de la Chontalpa.
Sin embargo, la gran cantidad de indígenas maya chontales y los aguerridos mexicas que habitaban la provincia estaban tan obstinados en la lucha y en no sujetarse al dominio español, y por otro lado a los españoles ya comenzaban a escasearles las armas y pertrechos militares, y el desánimo comenzaba a cundir entre los colonizadores. Cuando arribó a Santa María de la Victoria un buque a cargo del capitán Diego de Contreras y su hijo, llevando muchos bastimientos y otras provisiones, el Adelantado, logró convencer al capitán Diego Contreras de que lo ayudara a pacificar la provincia a cambio de que lo recomendaría con el Rey.
Una vez que llegó Alonso de Ávila con los refuerzos, Francisco de Montejo inició entonces una campaña hacia el sur por las márgenes del Río Grijalva lo que lo llevó a enfrentarse a los mayas en Zaguatán y Astapa, derrotándolos y dejándolos de paz. Continuó su camino hacia Teapan, Tecomajiaca y Tacotalpa, logrando importantes victorias en la zona, con lo que logró abrir un camino seguro para la provincia de Las Chiapas.
Para el invierno de 1529-1530, prácticamente toda la región del Río Grijalva tabasqueño se hallaba sometida y todos los pueblos del área comenzaron a tributar a las autoridades españolas. Cualquier persona podía recorrer todos los pueblos de ella en forma segura e iba y venía hasta Chiapa.
En 1530, el "Adelantado" decidió partir a la conquista de Yucatán, por lo que dejó en Santa María de la Victoria a su hijo Francisco de Montejo "el Mozo" encargado de cuidar los intereses y de continuar con la pacificación de Tabasco.

### Baltasar de Osorio Alcalde Mayor de Tabasco 1530-1535
Un duro golpe para las aspiraciones de Montejo lo constituyó el que en el mes de julio de 1530 la primera Audiencia restituyó como alcalde Mayor de Tabasco a Baltasar de Osorio, destituyendo así a Montejo, por lo que el "el Mozo" tuvo que abandonar Santa María de la Victoria junto con sus hombres y fundar en la desembocadura del río San Pedro la villa de Salamanca de Xicalango con la finalidad de contar con un lugar para establecerse y desde donde continuar organizando una nueva invasión a la península, mientras espera instrucciones de su padre.
El débil control de Osorio provocaría que los indígenas mayas volvieran a rebelarse en contra de las autoridades españolas, de tal suerte que en los cinco años que duró el segundo período de Osorio como alcalde Mayor de Tabasco casi toda la provincia estaba de nuevo en guerra. Muchos de los habitantes quemaron y abandonaron sus pueblos con tal de no seguir sirviendo a los españoles.

### Restitución de Francisco de Montejo "El Adelantado"
Debido al descontrol e inseguridad que imperaba en Tabasco por la insurrección de los indígenas contra las autoridades españolas, en el año de 1535 la Segunda Audiencia restituye a en su cargo a Francisco de Montejo.
En abril de 1535, y después de su segundo fracaso en la conquista de Yucatán, Francisco de Montejo se traslada de nuevo a Santa María de la Victoria iniciando una nueva campaña para volver a pacificar la provincia de Tabasco.

## Campaña militar de Alonso de Ávila 1535
Ese año de 1535, Montejo envió a su capitán Alonso de Ávila para que iniciara una campaña militar en las provincias mayas de Acalán y Mazatlán en el oriente de la provincia de Tabasco. El paso de Cortés por esas provincias en 1525 en su expedición a las Hibueras, le sirvió de mucho a Alonso de Ávila para avanzar en el conocimiento de la intrincada geografía de la zona. 
Ávila entabló fuertes combates en la provincia de Acalán, en donde, después de muchas dificultades, fundó la villa de Salamanca de Acalán (municipio de Balancán), primera población española en la zona y pretendida cabeza de playa en la futura conquista de Yucatán. Sin embargo, los mayas se rebelaron y atacaron en repetidas ocasiones la villa, por lo que al cabo de varios meses, Alonso de Ávila decidió abandonar la población.

## Gobernación de Francisco de Montejo "El Adelantado" 1535-1536
Ante la inestabilidad de Tabasco y Yucatán, así como la creciente hostilidad indígena, Francisco de Montejo decide pedir apoyo a la corona española. La petición de ayuda fue atendida por la reina Juana I quien además de girar órdenes para apoyar a Montejo, envió en 1535 una Real Cédula que le otorgaba la gobernación para la región comprendida desde el río Cupilco en Tabasco hasta el río Ulúa en Hibueras (Honduras).
La tarea inmediata del Adelantado era lograr la estabilidad en la zona de Hibueras. Por tal motivo se trasladó para combatir a los nativos con ayuda de su capitán Alonso de Cáceres, pero sus primeros intentos fueron infructuosos. Ante esta situación, el virrey Antonio de Mendoza pidió ayuda a Pedro de Alvarado, quién para entonces era el Adelantado y Gobernador de Guatemala. El experimentado excapitán de Cortés logró establecer en las cercanías de Puerto de Caballos, la villa de San Pedro Sula y también la villa Gracias a Dios.
Ante el conflicto de intereses, Montejo pretendió realizar una permuta con Alvarado para intercambiar el territorio de Hibueras por el de Chiapas, por lo que solo ejerció brevemente la gobernación de Honduras. Durante ese tiempo los lencas, al mando de su líder Lempira, realizaron un feroz contraataque, pero fueron derrotados por las fuerzas de Cáceres en 1537. Alvarado viajó a España y consiguió obtener la adjudicación de Hibueras en 1539, consolidándose así la permuta con Chiapas propuesta por Montejo.
Mientras tanto, Francisco de Montejo y León "el Mozo" quien había sido nombrado por el "Adelantado" como alcalde Mayor de Tabasco y el capitán Gonzalo Nieto tuvieron que concentrar sus esfuerzos para pacificar la zona de Santa María de la Victoria, pues en ese lugar los mayas se habían rebelado y amenazaban las posiciones españolas en Tabasco.
Una vez que obtuvo Chiapas, Francisco de Montejo se mudó a Ciudad Real de Chiapa, con intenciones de retomar la tarea de conquistar la península de Yucatán, pero como primer paso debía dar apoyo económico y militar a su hijo Francisco de Montejo y León "el Mozo", a quien dejó con las tareas de "pacificación" para someter a los mayas chontales en Tabasco. Por lo que el Adelantado estaba un tiempo en Ciudad Real de Chiapa y otro tiempo en Santa María de la Victoria encabezando las labores de pacificación en Tabasco y organizándose para una nueva incursión a la península de Yucatán.
Por fin, después de muchas penalidades, esfuerzos y pérdidas humanas, los españoles lograron en 1537 la pacificación parcial de la provincia de Tabasco.
Fue empresa debida a Francisco de Montejo el consolidar las conquistas llevadas a cabo por los españoles avecindados en las villas del Espíritu Santo (Coatzacoalcos) y Santa María de la Victoria. Si bien no puede decirse que lograra pacificar definitivamente la provincia de Tabasco, puesto que Cimatán, Cucultiupa y Cunduacán se alzaron contra los europeos en repetidas ocasiones. No cabe duda de que con él se inicia la verdadera colonización de la provincia de Tabasco, cuyos límites se ensancharon, gracias a la tenacidad de Alonso de Ávila, hasta los dominios cehaches del ahora sur campechano.

## Séptima expedición: Francisco Gil 1537
En el año de 1537 el Adelantado de Guatemala Pedro de Alvarado mandó a su capitán, el maestre de campo Francisco Gil para que emprendiera la campaña militar por el Río Usumacinta, para conquistar los pueblos de Tequepan y Puchulá. Francisco Gil entró al sureste de Tabasco desde Chiapas, recorrió la margen del Usumacinta enfrentándose a los índígenas de Teutiercas y Ousumacinta, pero aunque logró derrotarlos, no consiguió que se sujetaran a la corona española. Posteriormente se enfrentó a los indígenas de Zagoatespan (hoy Tenosique de Pino Suárez), con quienes obtuvo el mismo resultado, ya que después del enfrentamiento los indígenas huyeron hacia los montes quemando su poblado, Francisco Gil decidió fundar en ese lugar la villa de San Pedro Tanoche (en honor a Pedro de Alvarado); sin embargo, los indígenas mayas de la zona volverían a rebelarse a los españoles, escenificándose refriegas durante varias semanas, fracasando Francisco Gil en conseguir su objetivo.
Al enterarse Francisco de Montejo y León "el Mozo" de que soldados de Alvarado habían traspasado la jurisdicción del territorio de su padre, se trasladó a la zona para tomar posesión de dicho poblado, y ordenarle a los soldados de Alvarado que abandonaran el territorio. Al darse cuenta Francisco Gil del justo reclamo, decidió entregar la población a los Montejo y retirarse de la villa.
Considerando Francisco de Montejo y León "el Mozo" que era una posición estratégica para controlar esa parte del territorio, y pensando en una futura incursión a la península de Yucatán desde esa zona, decide autorizar la permanencia de la villa de San Pedro Tanoche, dejando como responsable del gobierno de la misma al propio Francisco Gil.
Sin embargo, meses después, en 1538, Francisco de Montejo, considerando que la población estaba en medio de la selva, lejos de los centros de abastecimiento, y viendo que no cesaba la hostilidad de los indígenas, ordenó a Francisco Gil que realizará el cambio de la villa de San Pedro Tanoche a la costa del Golfo de México refundándola con el nombre de San Pedro de Champotón (el traslado de la villa no fue nada fácil según narraría el conquistador Diego Sánchez que participó con su esposa en esta expedición).

## Gobernación de Francisco de Montejo y León "El Mozo" 1537-1540
En 1537 estando Francisco de Montejo "el Adelantado" en Honduras, consiguió para su hijo el título de Alcalde Mayor y Gobernador de Tabasco dejándolo en Santa María de la Victoria para ejercer el cargo y para estar al frente de las campañas militares en la lucha para pacificar completamente la provincia. Para tal efecto, el Adelantado tuvo que darle apoyo económico y militar.
"El Mozo" continuó con la campaña militar para pacificar Tabasco, incursionando en la Chontalpa en varias ocasiones para combatir a los aguerridos indios cimatecas. También combatió a los indígenas de Zaguatán, Copilcom, Guimango y Zacualco, "pero los pueblos quedaban de paz unos días y después de nuevo daban guerra". La campaña de Francisco de Montejo y León "el Mozo" se vio interrumpida en 1540, cuando su padre, el Adelantado, le dio instrucciones completas y precisas de la estrategia a seguir para la conquista de Yucatán, y para tal fin le indicaba que debía trasladarse con todos los refuerzos a la villa de Salamanca de Champotón.
Es así, como "el Mozo" siguiendo las instrucciones de su padre, zarpó de Santa María de la Victoria con todos los refuerzos hacia Salamanca de Champotón, en donde se encontraba Francisco de Montejo "el Sobrino", quien había sido enviado por su primo para proteger aquella posición.
Una vez lograda la conquista de Yucatán en enero de 1542, Montejo cambio los poderes de la provincia, de Santa María de la Victoria a la recién fundada ciudad de Mérida en junio del mismo año, e incluyó a Tabasco dentro de los territorios bajo su control.

## Campañas militares 1540-1550

Mapa que muestra la extensión de la provincia de Tabasco y su capital Santa María de la Victoria en 1549.

En 1540 en sustitución de Francisco de Montejo y León "el Mozo" fue nombrado Alcalde Mayor de Tabasco Juan de Ledesma, quien durante los siguientes cinco años, organizaría diversas campañas militares que en forma intermitente se realizaron principalmente en la región de la Chontalpa, con el objeto de lograr la rendición final de los aguerridos habitantes de Cimatán, Cucultiupa y Cunduacán.
Sin embargo, todos los esfuerzos de los colonizadores españoles fracasaron, y los indígenas de Cimatán continuaban rebelándose a las autoridades coloniales de Tabasco, por lo que dicha zona continuó estando fuera del control de las autoridades españolas.
Los altos costos que representaban para las autoridades coloniales de la provincia de Tabasco las numerosas campañas militares fueron haciendo que estas se realizarán de forma esporádica. Con frecuencia, el alcalde mayor de Tabasco tenía que solicitar ayuda al gobierno de Yucatán, lo que provocaba que esta tardara mucho tiempo en llegar.
Los Alcaldes Mayores, Marcos de Ayala Trujeque y Alonso de Bazán y Herrera (en dos períodos distintos), también realizaron campañas militares en la zona.
En una de las campañas militares en 1545, el ejército español penetró hasta la zona de Cimatán y los cimatecos huyeron hacia los montes. Entonces el Alcalde Mayor Marcos de Ayala Trujeque fundó la villa de Santiago Cimatán, con la finalidad de establecer el control en la zona mediante la permanencia de las autoridades en dicho lugar. Sin embargo, al poco tiempo, los indígenas cimatecos se rebelaron y destruyeron e incendiaron la villa, perdiéndose nuevamente el control del territorio.
Entonces, las autoridades españolas decidieron fundar poblaciones en las cercanías, con la finalidad de ir colonizando el territorio. De esta forma en 1550 el alcalde mayor de Tabasco Alonso de Bazán y Herrera ordenó la fundación de la villa de Xalpa que sería nombrada cabecera de la Chontalpa, para ser punta de lanza para la conquista de la región.

## Campañas militares 1551-1564
Después de seis años de campañas intermitentes, tras las que las autoridades españolas seguían sin tener el control de la zona de Cimatán, llega en su segundo período como Teniente de Alcalde Mayor de Tabasco Marcos de Ayala Trujeque, quien realiza diversas campañas militares, con la finalidad de someter de una vez por todas a los aguerridos cimatecos.
Durante nueve años se desarrollaron diversas escaramuzas y batallas contra los indígenas, sin que los conquistadores pudieran establecer el control en la zona.
Con el objetivo de cercar a los rebeldes cimatecos, el Alcalde Mayor de Tabasco ordenó la fundación de diversas localidades para, desde ellas, comenzar el asedio de Cimatán. Es así como los españoles fueron poblando lugares como Nacaxuxuca, Huimango, Anta, Cúlico, Boquiapa y Cucultiupa.
Sin embargo, sería hasta 1564 siendo Alcalde Mayor de Tabasco Alonso Gómez Sotomayor, cuando, por fin, después de 45 años de luchas y varias campañas militares, las autoridades españolas, lograron la conquista definitiva de los indígenas de Cimatán, cuando las epidemias ya habían diezmado a los naturales. Para entonces, incluso Francisco de Montejo, que se preciaba de ser el gran conquistador de Tabasco, ya tenía varios años de haber fallecido.